# Madeleine Arthur
Madeleine Arthur (nacida el 10 de marzo de 1997) es una actriz estadounidense-canadiense, conocida por su papel de la joven Willa Warren en la serie dramática de ABC The Family. Interpretó a Jane Keane, la hija del personaje de Amy Adams, en la película biográfica Big Eyes (2014) de Tim Burton. Arthur también ha tenido papeles secundarios en The Killing, The Tomorrow People, Supernatural y en la serie cinematográfica A todos los chicos de los que me enamoré.

## Biografía
Arthur nació y se crio en Vancouver, Columbia Británica, hija de Jane (de soltera Walter) y Brian Arthur. Asistió a la escuela secundaria Sir Winston Churchill, donde fue votada como una de las co-valedictorians de su promoción. Arthur fue una gimnasta competitiva durante 13 años antes de cambiar su enfoque a la actuación. Habla francés con fluidez.

## Filmografía

### Películas
| Año  | Título                                     | Rol             | Nota(s)             |
| ---- | ------------------------------------------ | --------------- | ------------------- |
| 2014 | Grace: The Possession                      | Sally           |                     |
| 2014 | Big Eyes                                   | Jane Keane      |                     |
| 2015 | The Wolf Who Came to Dinner                | Cate Barkley    | Cortometraje        |
| 2017 | Echo and Solomon                           | Echo            | Cortometraje        |
| 2018 | A todos los chicos de los que me enamoré   | Christine       |                     |
| 2019 | Color Out of Space                         | Lavinia Gardner |                     |
| 2020 | A todos los chicos: P.D. Todavía te quiero | Christine       |                     |
| 2021 | A todos los chicos: Para siempre           | Christine       |                     |
| 2022 | Devil in Ohio                              | Mae             | Personaje principal |

### Televisión
| Año  | Título                         | Rol                     | Nota(s)                                          |
| ---- | ------------------------------ | ----------------------- | ------------------------------------------------ |
| 2011 | R.L. Stine's The Haunting Hour | Meg                     | Episodio: «Dreamcatcher»                         |
| 2013 | The Killing                    | Hija de Reddick         | Episodio: «Reckoning»                            |
| 2013 | Spooksville                    | Tira Jones              | Episodio: «The No-Ones»                          |
| 2014 | The Tomorrow People            | Charlotte Taylor        | 4 episodios                                      |
| 2015 | Supernatural                   | Tina (joven)            | Episodio: «About a Boy»                          |
| 2015 | Reluctant Witness              | Becky Collins           | Película de televisión                           |
| 2016 | The Family                     | Willa Warren (joven)    | 12 episodios                                     |
| 2018 | Legends of Tomorrow            | Nora Darhk              | Episodio: «Daddy Darhkest»                       |
| 2018 | The X-Files                    | Sarah Turner            | 2 episodios                                      |
| 2018 | The Magicians                  | Fray Waugh              | 5 episodios                                      |
| 2020 | Day by Day                     | Louise (voz)            | Episodio: «There is No Title for This Story Yet» |
| 2020 | Snowpiercer                    | Nicolette 'Nikki' Genêt | 5 episodios                                      |